# 约翰·肯尼迪广场

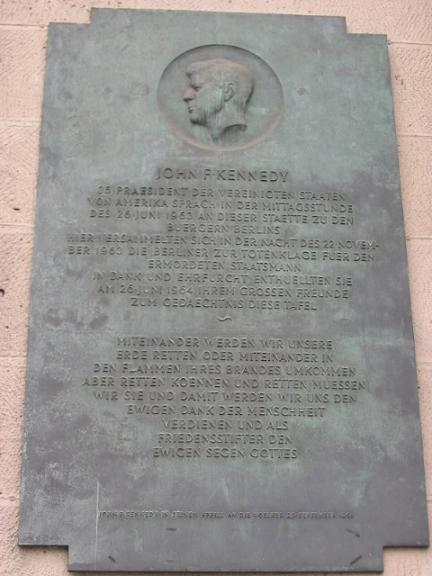
纪念肯尼迪演讲的牌匾

约翰·肯尼迪广场（John-F.-Kennedy-Platz）原名鲁道夫·王尔德广场，在柏林的舍讷贝格区，是前西柏林市政厅（舍讷贝格市政厅）前的广场。美国总统约翰·肯尼迪正是在此发表其著名的演讲《Ich bin ein Berliner》（我是柏林人）。1963年11月25日，肯尼迪遇刺三天后，广场更名为约翰·F.肯尼迪广场。市政厅入口的柱子上有纪念肯尼迪演讲的牌匾。